# Petar Bogdan
Petar Bogdan (Čiprovci, 1601 – Čiprovci, 1674) è stato uno storico bulgaro.
Petar Bogdan (latino: Petrus Deodatus) è stato il primo arcivescovo cattolico bulgaro – bulgaro, francescano e scrittore.
La sua "Storia della Bulgaria" (1667) è la prima storia bulgara conosciuta, che rimane isolata dal processo storico del Risorgimento bulgaro che seguì nel successivo XVIII secolo.  Uno degli istigatori della rivolta di Čiprovci.